# James Gregory (schrijver)
James Gregory (7 november 1941 - 2003) was een Zuid-Afrikaanse censuurofficier en cipier van Nelson Mandela gedurende vele jaren van diens gevangenschap. Gregory is bekend omwille van zijn boek Goodbye Bafana: Nelson Mandela, My Prisoner, My Friend (Vaarwel Bafana, Nelson Mandela, mijn gevangene, mijn vriend), waarop de film Goodbye Bafana uit 2007 werd gebaseerd, met Joseph Fiennes in de rol van Gregory.
Hoewel Gregory Mandela als vriend vermeldt in de titel van zijn boek, vermeldt Mandela zelf Gregory slechts twee keer in zijn autobiografie, Long Walk to Freedom. De eerste keer was tijdens zijn gevangenschap in de Pollsmoor-gevangenis:
Vaak hield adjudant-onderofficier James Gregory, die een censuurofficier was op Robbeneiland, toezicht op Winnies bezoeken. Ik kende hem niet vreselijk goed, maar hij kende ons, omdat hij verantwoordelijk was voor het nakijken van onze inkomende en uitgaande post. In Pollsmoor leerde ik Gregory beter kennen en vond hem een welkome afwisseling met de typische cipier. Hij was verfijnd en welbespraakt, en behandelde Winnie met beleefdheid en respect". In plaats van te blaffen 'De tijd is op!' zou hij zeggen, 'Mevrouw Mandela, u heeft nog vijf minuten.'
De tweede keer dat Mandela Gregory vermeldt in zijn autobiografie is op de dag van zijn vrijlating in 1990:
Cipiersofficier James Gregory was daar ook aanwezig in het huis, en ik omhelsde hem innig. In de jaren dat hij toezicht op mij hield van Pollsmoor tot Victor Verster, hadden we nooit over politiek gediscussieerd, maar onze band was een onuitgesproken band en ik zou zijn troostende aanwezigheid missen.
- Bibliothèque nationale de France: cb12530630h (data)
- Gemeinsame Normdatei: 119529351
- International Standard Name Identifier: 0000 0000 8142 2790
- Library of Congress Control Number: nr96006557
- Nationale Bibliotheek van Tsjechië: xx0271466
- Nationale Bibliotheek van Israël: 987007346996005171
- Nederlandse Thesaurus van Auteursnamen: 181061260
- Istituto Centrale per il Catalogo Unico: DDSV279819
- Système universitaire de documentation: 03456294X
- Virtual International Authority File: 62360434
- WorldCat: E39PBJfCv9Xg4CMwq4jQyG46rq